# جيمس فولي (مخرج)
جيمس فولي (بالإنجليزية: James Foley)‏ (1953–2025) هو مخرج أفلام، وكاتب سيناريو أمريكي، ولد في بروكلين، بدأ مشواره المهني سنة 1984. تعلم في جامعة بافالو.

## الأعمال

### أفلام
| السنة | الفيلم                   | عمل في | عمل في        | عمل في |
| السنة | الفيلم                   | أخراج  | كتابة سيناريو |        |
| ----- | ------------------------ | ------ | ------------- | ------ |
| 1990  | بعد حلول الظلام يا حلوتي | نعم    | نعم           |        |
| 1992  | قبعة غلين روس            | نعم    | لا            |        |
| 2017  | خمسون ظلا أكثر إظلاما    | نعم    | لا            |        |
| 2018  | خمسون ظل طليق            | نعم    | لا            |        |

## وصلات خارجية
- جيمس فولي على موقع IMDb (الإنجليزية)
- جيمس فولي على موقع روتن توميتوز (الإنجليزية)
- جيمس فولي على موقع مونزينجر (الألمانية)
- جيمس فولي على موقع ألو سيني (الفرنسية)
- جيمس فولي على موقع تيرنر كلاسيك موفيز (الإنجليزية)
- جيمس فولي على موقع بوكس أوفيس موجو (الإنجليزية)
- جيمس فولي على موقع قاعدة بيانات الأفلام السويدية (السويدية)
- جيمس فولي على موقع إن إن دي بي (الإنجليزية)
- جيمس فولي على موقع قاعدة بيانات الفيلم (الإنجليزية)
- جيمس فولي على موقع كينوبويسك (الروسية)
- جيمس فولي في قاعدة بيانات الأفلام على الإنترنت